# Spiess TC 522
Spiess TC/C 522 był to prototyp supersamochodu z 1992 roku. Wspólnym opracowaniem producenta wyrobów metalowych Gemmingen i producenta generatorów GEKO. W planach było opracowanie supersamochodu sportowego przez Karla-Heinza Knappa (dawniej pracował w Mercedes/AMG) w nakładzie 100 sztuk w cenie jednostkowej początkowo ok. 500 000 DM, później 870 000 DM z dostrojonym silnikiem firmy Callaway z Chevroleta Corvette. Spiess miał siedzenia 2+2, samonośne podwozie skorupowe wykonane z kompozytów z włókna węglowego, kontrolę przechyłów kierownicy, ABS, kontrolę trakcji, nowy typ bezpiecznego sterowania i moc 500 KM. Ale projekt nigdy nie wyszedł poza etap planowania. Zbudowano tylko jedną kompletną kopię i nadwozie-atrapę. Z braku chętnych, którzy chcieliby zakupić auto projekt upadł.
| Wersja                        | Spiess C522                            |
| Okres produkcji (od-do)       | 1992                                   |
| Silnik                        | 8-cylindrowy widlasty, 2 zaworowy, OHC |
| Rodzaj sinika                 | Callaway-Chevrolet, wtrysk             |
| Dodatkowe funkcje             | Twin-Turbo                             |
| Kompresja                     | 8.5:1                                  |
| Pojemność skokowa             | 5509 cm³                               |
| Moc maksymalna (kW)           | (368 kW) @ 5500 rpm                    |
| Moc maksymalna (KM)           | (500 KM) @ 5500 rpm                    |
| Maksymalny moment obrotowy    | 800 Nm @ 4300 rpm                      |
| Prędkość maksymalna           | 340 km/h (dane producenta)             |
| Przyśpieszenie 0–100 km/h (s) | 4.0 s (dane producenta)                |
| Waga pojazdu (kg)             | 1237 kg (dane producenta)              |